# Алт Телин
Алт Телин (њем. Alt Tellin) општина је у њемачкој савезној држави Мекленбург-Западна Померанија. Једно је од 69 општинских средишта округа Демин. Према процјени из 2010. у општини је живјело 462 становника. Посједује регионалну шифру (AGS) 13052001.

## Географија
Алт Телин се налази у савезној држави Мекленбург-Западна Померанија у округу Демин. Општина се налази на надморској висини од 12 метара. Површина општине износи 24,3 km².

## Становништво
У самом мјесту је, према процјени из 2010. године, живјело 462 становника. Просјечна густина становништва износи 19 становника/km².